# Го Вэй
Го Вэй (кит. трад. 郭伟, упр. Guo Wei; род. 31 июля 1983, Чанчунь) — китайский шорт-трекист, бронзовый призёр Олимпийских игр 2002года, чемпион мира 2002 года, 3-кратный призёр чемпионатов мира. Окончил Северо-Восточный нормальный университет.

## Биография
Го Вэй родился в Чанчуне, где и начал кататься на коньках в команде провинциального ледового центра Цзилиня. В январе 1999 года на зимней Универсиаде в Попраде он завоевал бронзовые медали в беге на 1500 м и в эстафете, а в апреле был официально выбран в национальную сборную. На молодежном чемпионате мира в Варшаве 2001 года он занял 1-е место в гонке на 500 метров, 3-е место в беге на 1500 м и 2-е место в личном многоборье.
Через год в январе на юниорском чемпионате мира в Чхунчхоне вновь завоевал золото в беге на 500 м и занял 3-е место в общем зачёте, а в феврале на зимних Олимпийских играх в Солт-Лейк-Сити он стал бронзовым призёром в эстафете и в беге на 1500 м занял 7-е место. В марте на командном чемпионате мира в Милуоки вместе с Ли Цзяцзюнем, Ли Е и Ли Хаонанем завоевал золотую медаль.
На чемпионате мира в Монреале выиграл бронзовую медаль в эстафете. На Кубке мира сезона 2002/03 он участвовал только в эстафетах и с командой выиграл в Сагенее и в Санкт-Петербурге, а также занял 2-е место в Чунчхоне. В декабре на 5-м этапе Национальной лиги Го Вэй занял 2-е место на дистанции 1000 метров. В феврале 2003 года на зимних Азиатских играх в Аомори завоевал серебряную медаль в эстафете.
В марте 2003 года на чемпионате мира в Варшаве выиграл бронзовую медаль в эстафете и серебряную на командном чемпионате мира в Софии. На 10-х Национальных зимних играх он выиграл в многоборье. На Кубке мира в сезоне 2003/04 в составе эстафетной команды победил на этапах в корейском Чонджу, в Пекине и в чешском Младе Болеславе. В финале национального чемпионата 2004 года он выиграл на дистанции 1500 метров и завоевал бронзовую медаль в эстафете на этапе Кубка мира в Харбине в сезоне 2004/05 годов. После завершения карьеры работает тренером спортивной школы провинции Цзилинь.